# Ginástica artística nos Jogos Pan-Americanos de 2019 - Barras paralelas
A competição de barras paralelas masculino foi um dos eventos da ginástica artística nos Jogos Pan-Americanos de 2019. Foi disputada no Polideportivo Villa El Salvador no dia 31 de julho. 

## Calendário
Horário local (UTC-5).
| Data        | Horário | Fase  |
| ----------- | ------- | ----- |
| 31 de julho | 14:20   | Final |

## Medalhistas
| Ouro   | MEX Isaac Nuñez  |
| Prata  | BRA Caio Souza   |
| Bronze | USA Cameron Bock |

## Resultados

### Qualificação
| Pos. | Ginasta                  | Barras paralelas | Notas |
| ---- | ------------------------ | ---------------- | ----- |
| 1    | BRA Caio Souza           | 14.850           | Q     |
| 2    | MEX Isaac Nuñez          | 14.600           | Q     |
| 3    | CUB Ariam Vergara        | 14.500           | Q     |
| 4    | USA Cameron Bock         | 14.400           | Q     |
| 5    | BRA Arthur Mariano       | 14.300           | Q     |
| 6    | USA Brody Malone         | 14.150           | Q     |
| 7    | CAN Justin Karstadt      | 13.900           | Q     |
| 8    | COL Carlos Alberto Calvo | 13.900           | Q     |
| 9    | VEN Adickxon Trejo       | 13.750           | R     |
| 10   | CUB Randy José Lerú      | 13.725           | R     |
| 11   | CHI Joel Gonzalo Álvarez | 13.550           | R     |

### Final
| Pos.              | Ginasta                       | Barras paralelas | Notas |
| ----------------- | ----------------------------- | ---------------- | ----- |
| Medalha de ouro   | MEX Isaac Nuñez               | 14.433           |       |
| Medalha de prata  | BRA Caio Souza                | 14.366           |       |
| Medalha de bronze | USA Cameron Bock              | 14.033           |       |
| 4                 | COL Carlos Alberto Calvo      | 13.833           |       |
| 5                 | USA Brody Malone              | 13.533           |       |
| 6                 | CAN Justin Karstadt           | 13.233           |       |
| 7                 | CUB Ariam Vergara             | 13.133           |       |
| 8                 | BRA Francisco Barretto Júnior | 13.033           |       |